# ISO 3166-2:ZW

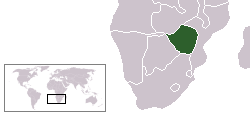
موقعیت جغرافیایی زیمبابوه

کد ISO 3166-2:ZW بخشی از استاندارد ایزو ۳۱۶۶ برای کشور زیمبابوه است که توسط سازمان بین‌المللی استانداردسازی ISO تنظیم شده‌است این سازمان، کدهای استاندارد را برای تقسیمات کشوری (ایالت‌ها یا استان‌های) کشورهای فهرست شده در استاندارد ایزو ۳۱۶۶-۱ تعریف می‌کند.
هر کد شامل دو بخش می‌گردد که توسط علامت - جدا می‌گردند.
- بخش نخست ZW که در ایزو ۳۱۶۶-۱ آلفا-۲ کد کشور زیمبابوه است.
- بخش دوم شامل یک یا دو یا سه حرف است که بیان‌کننده استان یا ایالت کشور زیمبابوه می‌باشد.

## کدها
| کدها  | استان                 |
| ----- | --------------------- |
| ZW-BU | بولاوایو              |
| ZW-HA | هراره                 |
| ZW-MA | استان مانیکالند       |
| ZW-MC | استان ماشونالند مرکزی |
| ZW-ME | استان ماشونالند شرقی  |
| ZW-MW | استان ماشونالند غربی  |
| ZW-MV | ماسوینگو              |
| ZW-MN | استان ماتابلند شمالی  |
| ZW-MS | استان ماتابلند جنوبی  |
| ZW-MI | Midlands              |